# Première invasion mongole de la Pologne
Invasions mongoles de la Pologne
Batailles
Bataille de Legnica (1241)
La première invasion mongole de la Pologne débute fin 1240 pour aboutir en 1241 à la bataille de Legnica avec une victoire des Mongols sur des armées du Royaume de Pologne alliées à plusieurs ordres militaires et conduits par Henri II le Pieux, duc de Silésie.

## Contexte

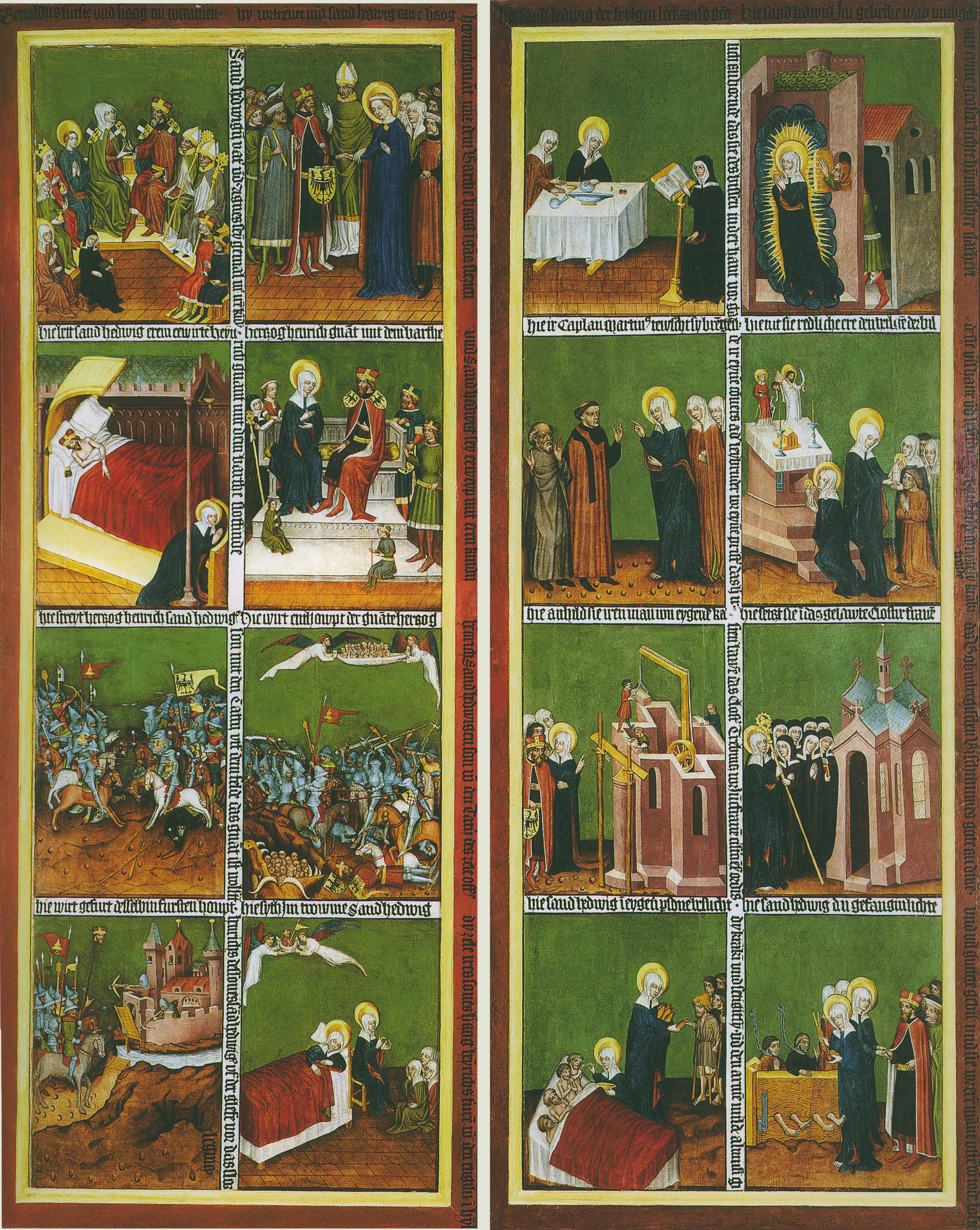
Bataille de Legnica, 1241.

Les Mongols envahissent l'Europe avec trois armées. L'une d'entre elles est chargée de faire diversion en Pologne avant de rejoindre l'armée principale qui envahit le royaume de Hongrie du roi Bela. Conduite par Baidar (mn), Khadan et Orda Khan, cette force de diversion entame des opérations de reconnaissance à la fin de l'année 1240.

## Invasion

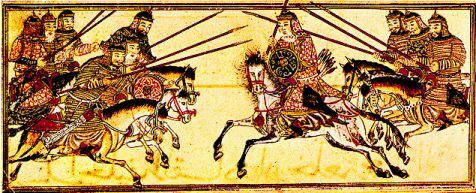
Cavalerie mongole, XIIIe siècle - XIVe siècle.

Une unité de Tumen en provenance de Volodymyr-Volynskyï dans la principauté de Kiev récemment conquise, met Lublin à sac, fait le siège de Sandomierz et pille la ville le 13 février 1241. À cette période, l'armée mongole se sépare en plusieurs groupes : Orda dévaste le centre du royaume jusqu'à Wolbórz et Łęczyca avant de bifurquer vers le sud vers Sieradz et Wrocław. Baidar et Kadan ravagent le sud du royaume à Chmielnik, Cracovie, Bytom, Opole et finalement Legnica.
Le 13 février, ils défont l'armée de Włodzimierz, voïvode de Cracovie (pl), à la bataille de Tursko (pl) et le 18 mars une armée polonaise à la bataille de Chmielnik (pl). La panique gagne la population qui évacue Cracovie, brûlée par les Mongols le 24 mars. Au même moment, Henri II le Pieux rassemble ses forces autour de Legnica. Pour avoir le plus d'unités disponibles, il laisse Wrocław aux Mongols. Henri compte sur l'aide de l'importante armée de son beau-frère Venceslas Ier de Bohême.
Alors qu'ils commencent le siège de Wrocław, Baidar et Kadan apprennent l'arrivée d'une armée de Bohême. Ils interrompent le siège pour empêcher les forces d'Henri de faire la jonction avec ses alliés. La confrontation a lieu à Legnickie Pole (Champ de Legnica). Henri peut compter sur l'aide de Mieszko II Otyły, d'unités polonaises rescapées de Tursk et Chmielnik, d'ordres militaires et de volontaires étrangers.
Malgré des forces supérieures en nombre et une stratégie réfléchie, Henri est défait à Legnica le 9 avril après que les Mongols ont semé le désordre dans l'armée polonaise. Les Mongols ne s'emparent pas du château de Legnica mais ont le champ libre pour piller la Silésie avant de rejoindre leur armée de Hongrie.

## Conséquences
Les Mongols évitent les armées de Bohême et remportent une victoire à la bataille de Mohi. Mais la nouvelle de la mort du Grand Khan Ögedeï en 1240 leur parvenant, ils partent pour leur capitale Karakorum afin de choisir le nouveau Khagan, épargnant ainsi une invasion complète des territoires polonais.
La mort d'Henri II qui s'apprêtait à unir les territoires polonais divisés, reporte l'unification de la Pologne et signifie aussi la perte de la Silésie qui sort de la sphère d'influence polonaise jusqu'au XIVe siècle.
Deux autres invasions de moindre ampleur ont lieu en Pologne en 1259-1260 et en 1287-1288. Vers 1254, Daniel de Galicie se révolte contre la domination mongole et repousse l'attaque de Quremsa, fils d'Orda. Les Mongols reviennent sous le commandement du chef Boroldai. Certaines sources font état de la fuite de Daniel en Pologne, laissant son fils et son frère aux mains des Mongols, et s'étant réfugié au château de Legnica. Les Mongols ont besoin de s'assurer l'aide de Daniel en Pologne et aussi de butin pour leurs troupes. Vers 1258, les Lituaniens attaquent Smolensk et menacent Torjok, vassaux de la Horde d'or, ce qui occasionne une expédition punitive mongole. Boroldai demande à Daniel de lui recruter des troupes. Après avoir démoli les remparts de toutes les villes de Galicie et de Volhynie, deux Tumen, soit 20 000 Mongols de la Horde d'Or menés par Berké, Nogaï Khan et Boroldai attaquent à nouveau la Pologne après un raid en Lituanie. Les soldats Rus de Lev, fils de Daniel, et de Vasily son beau-frère se joignent à l'expédition. Lublin, Sieradz, Sandomierz, Zawichost, Cracovie, et Bytom sont mis à sac, Berké n'ayant pas l'intention d'occuper la Pologne. Les princes Rus du nord-ouest se plaignent d'attaques polonaises répétées auprès des Mongols. Nogaï recrute des troupes dans les principautés Rus, dont des soldats valaques, coumans et alains. Un raid mené par Talabuga et Nogai échoue en 1287 : Lublin, la Mazovie, Sandomierz and Sieradz sont pris mais ils échouent à Cracovie, la ville étant cependant dévastée. N'ayant qu'un Tumen à leur disposition en raison des combats que la Horde d'Or mène contre les Ilkhanides depuis 1284, ils se retirent face à des forces polonaises supérieures.